# Gerhard Desczyk

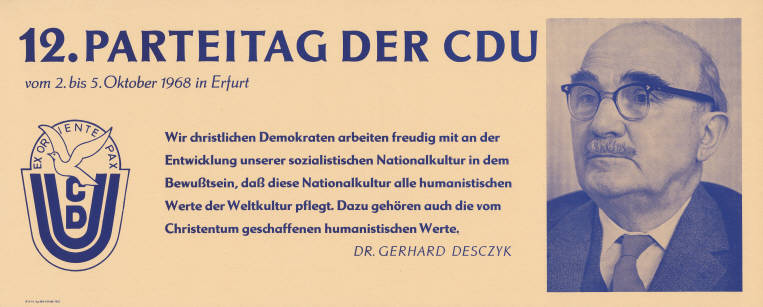
Kandidatenplakat zum 12. Parteitag der CDU in Erfurt 1968

Gerhard Desczyk (* 3. Juni 1899 in Kreuzburg (Oberschlesien); † 18. März 1983 in Berlin) war ein deutscher Schriftsteller, Herausgeber, Funktionär der Blockpartei CDU der DDR und Cheflektor des Union Verlages Berlin.

## Leben und Wirken
Desczyk wurde nach dem Abitur 1917 zum Militärdienst eingezogen und studierte von 1919 bis 1923 Germanistik, Geschichte und Philosophie in München und Leipzig. 1923 promovierte er zum Doktor der Philosophie. 1924 bis 1933 war er 1. Landessekretär der Zentrumspartei in Sachsen und 1924 Redakteur bzw. seit 1927 Chefredakteur ihres Organs Sächsische Volkszeitung. 1928 gründete er das St.-Benno-Blatt für die katholische Diözese Meißen, dessen verantwortlicher Redakteur er bis zu seiner Verhaftung 1935 war. In „Schutzhaft“ genommen wurde er im November 1935 wegen der Veröffentlichung eines Artikels, der sich gegen einen Angriff des Wochenblattes der SS Das Schwarze Korps auf die katholische Moraltheologie richtete. Danach arbeitete er für verschiedene Zeitungen, 1941 bis 1945 für Bilder und Studien, deren Redaktion er leitete.
Am 22. Juli 1945 wurde Desczyk Mitglied der Christlich-Demokratischen Union Deutschlands (CDU). Von 1945 bis 1949 war er Dozent an der Volkshochschule Pankow, 1945 auch in der Neulehrer-Ausbildung. Zugleich war er CDU-Funktionär und als Sekretär der CDU-Hauptverwaltung Kultur, beigeordneter Generalsekretär, Mitglied des Politischen Ausschusses und schließlich Präsident der Hauptverwaltung tätig. Ab 1956 war er Cheflektor der beiden CDU-Buchverlage, des Union Verlags Berlin und des Verlags Koehler & Amelang Leipzig, und Mitglied des Herausgeberkollegiums der Zeitschrift begegnung. Desczyk war Mitglied des Präsidiums des Hauptvorstandes der CDU.

## Privates
Desczyk lebte von 1959 bis 1983 in Berlin-Pankow-Niederschönhausen und hat mit seiner Frau Hertha (geb. Fischer) (* 28. März 1910; † 11. Juli 2001) zwei Töchter.

## Ehrungen
- Vaterländischer Verdienstorden der DDR (Bronze 1956, Silber 1959, Gold 1974, Ehrenspange 1979)
- Verdienstmedaille der DDR
- Banner der Arbeit (1969)
- Medaille für ausgezeichnete Leistungen
- Otto-Nuschke-Ehrenzeichen (in Gold)
- Ehrennadel der Nationalen Front
- Ernst-Moritz-Arndt-Medaille
- Johannes-R.-Becher-Medaille (in Gold)

## Publikationen
- Ein Präsentkorb meiner heiteren Geschichten. Union Verlag, Berlin 1982.
- Ludwig Kirsch. Union Verlag, Berlin 1977.
- Zwischenfälle auf der Lebensreise. Berlin 1974.
- Die Plaudertasche. Berlin, Union Verlag, 1973.
- Jugenderinnerungen eines alten Mannes. Leipzig 1954.
- Ungelogene Geschichten. Berlin, Leipzig 1956.
- Der Friedensauftrag der Katholiken. Burgscheidungen, Berlin 1962.